# エチオピア正教会

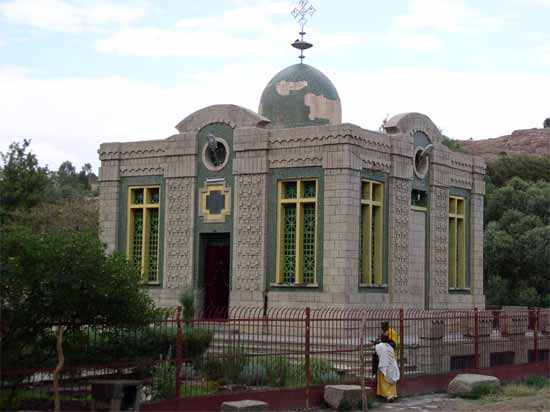
エチオピア正教会の聖堂（エチオピアのアクスム）

エチオピア正教会（エチオピアせいきょうかい、アムハラ語: የኢትዮጵያ ኦርቶዶክስ ተዋሕዶ ቤተ ክርስቲያን、英語: Ethiopian Orthodox Tewahedo Church）は、エチオピアで独自に発展した、キリスト教の教会である。エチオピア帝国時代は国教とされていた。東方諸教会・非カルケドン派に分類される。
エチオピア正教会はサハラより南で唯一、植民地時代以前から存在する教会である。エチオピアのほか、世界中で公称3600万人の信徒がおり、全東方諸教会中最大の規模を誇る。

## 沿革と特徴

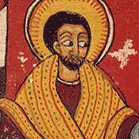
キリスト像（18世紀, エチオピア）

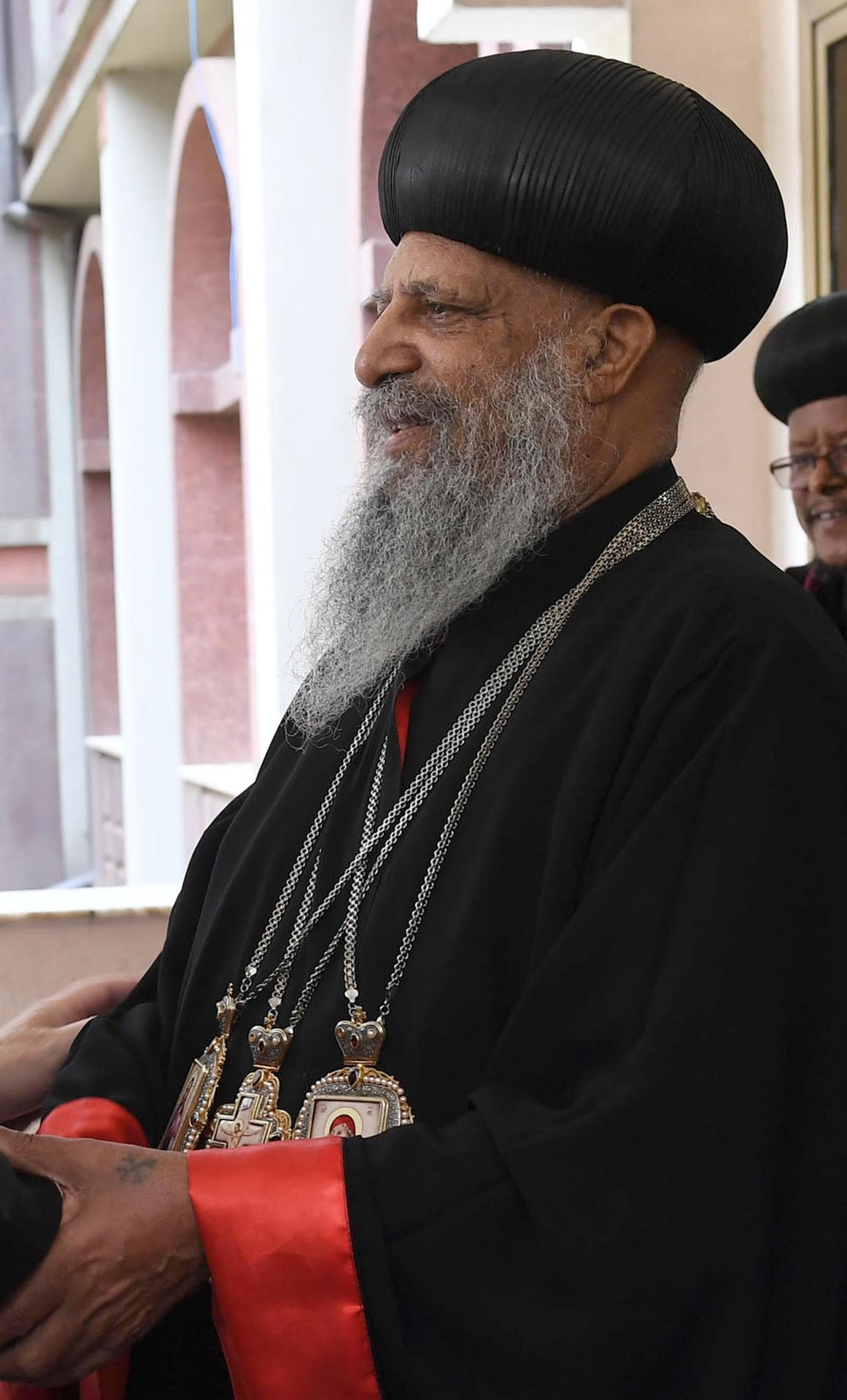
エチオピア正教会の総主教カトリコス：アブネ・マティアス。

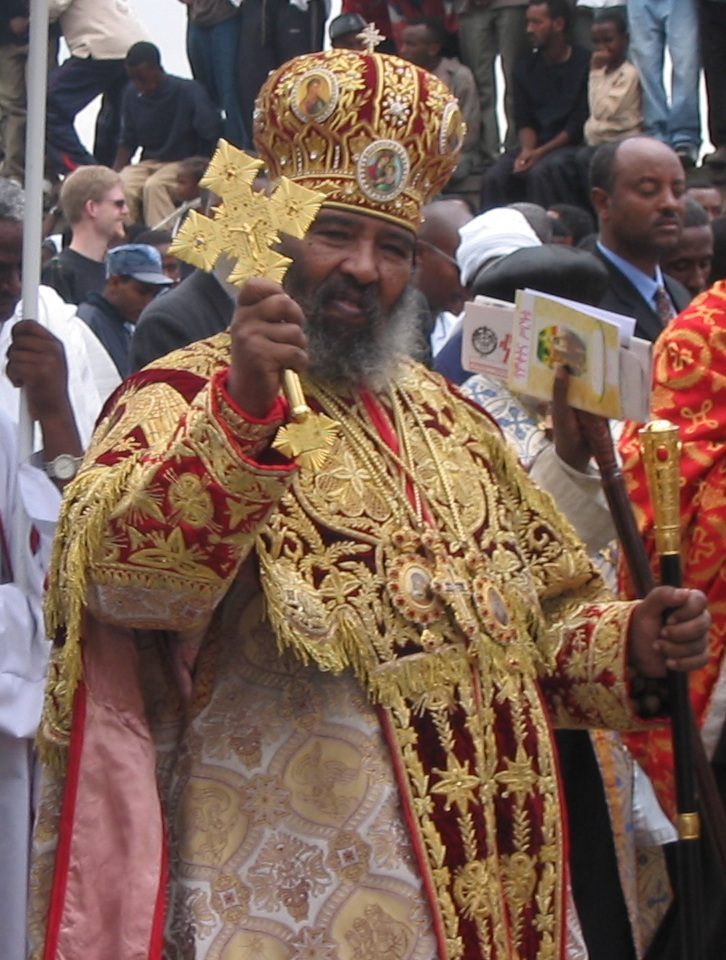
先代の総主教カトリコス：アブネ・パウロス。エチオピア十字架を持っている。

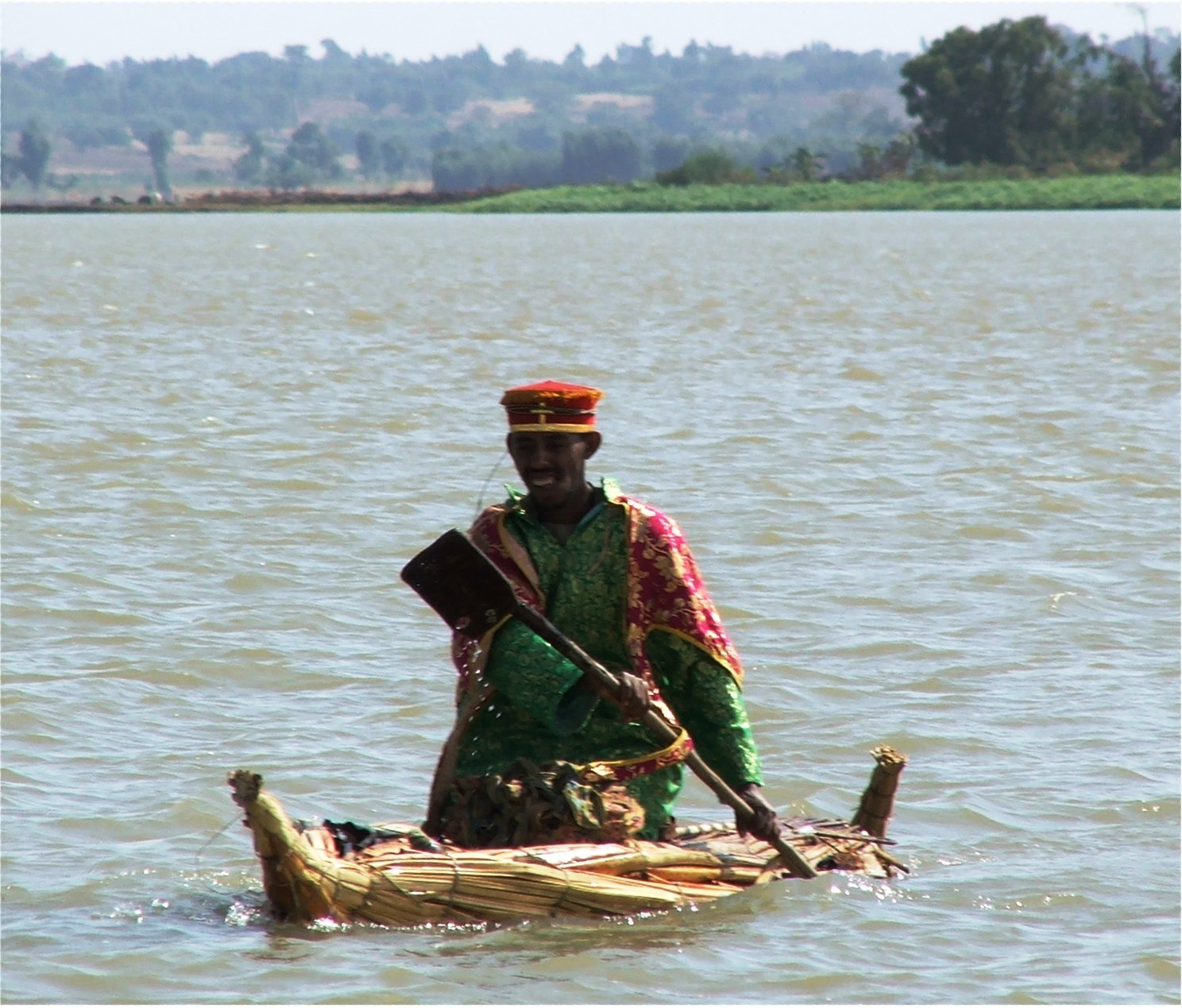
タナ湖を舟で渡る司祭

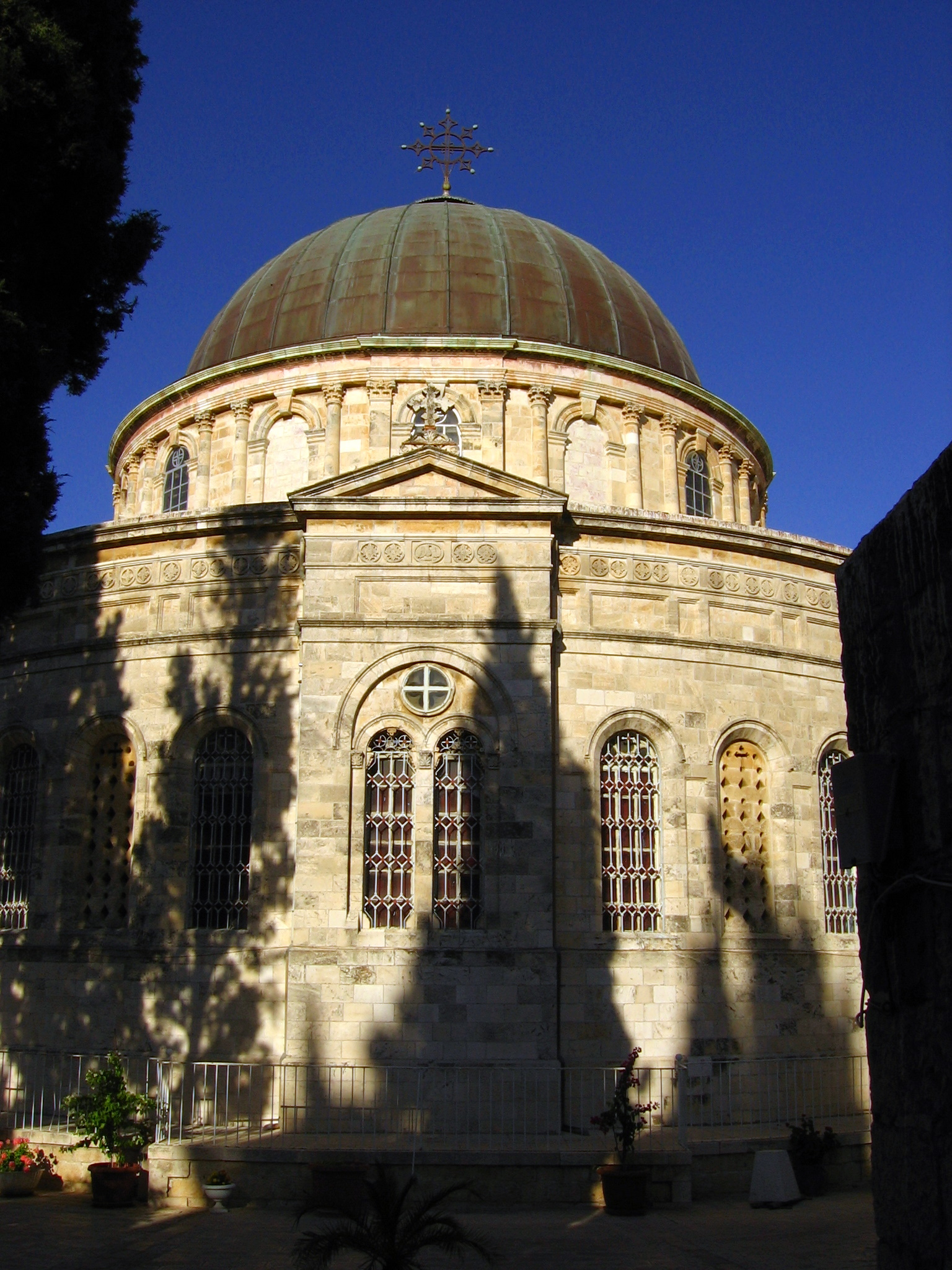
エルサレムにあるエチオピア正教会の聖堂

4世紀にフルメンティ（フルメンティウス）が、アクスム王国で布教したのがエチオピアにおけるキリスト教の始まりとされ、アクスム王国は333年頃にキリスト教を公認した。そしてエチオピアでは、イシス信仰、ユダヤ教経典『タルムード』編纂以前のユダヤ教、それにキリスト教が合わさり、特有のキリスト教が根付いた。430年に、コプト正教会の統制下に入り、単性論を排斥した451年のカルケドン公会議（第四全地公会議）の結果、キリスト教の主流から分裂することになる（ただし、エチオピアからの参加者はおらず、会議の決定が直接伝えられたわけではない）。16世紀になると、エチオピア帝国がポルトガルの助けを借りてムスリムと抗争を繰り広げたことをきっかけに、イエズス会の宣教師がやってくるようになり、皇帝からもカトリックへの改宗者が出るまでになった。だが、1632年にその皇帝スセニョスが退位すると、帝位を受け継いだ息子のファシラダスはすぐさまエチオピア正教会を復興させた。1959年にコプト正教会から分離し、独立教会となった。また、エチオピア帝国時代は国教とされていた。1993年のエリトリア独立後、一部がエリトリア正教会として分離した。
エチオピア正教会の聖書は81巻で構成され、旧約聖書と新約聖書のほかに、第4バルク書（4 Baruch）、エノク書、ヨベル書、第1-3メカビアン書（Meqabyan 1-3、マカバイ書ではない）といったエチオピアの聖書でしか見られない外典も含まれている。彼らのみ、旧約は全46巻で新約は全35巻であることを主張している。エチオピア正教会の信仰には原罪と煉獄の概念はなく、聖体の儀式はドラム、スズ、ダンスなど念入りである。
単性論を採るといわれることがあるが、エチオピア正教会は自身の教説を単性論とみなされることを拒絶しており、「単性論教会」を自称しない。カルケドン公会議の決定を承認しないことで分離した教会であるため、より中立的な呼称として「非カルケドン派」の範疇が用いられる。同じ「非カルケドン派」に属するアルメニア使徒教会、シリア正教会、コプト正教会とはフル・コミュニオン（完全相互領聖）の関係にある。また、ギリシャ正教系の正教会との関係は改善しつつある。
教会内には、アブナ（大司教）－ アッバ（聖職者） － リャコヌ（聖職者予備軍） － ヤコロ タマリ（学生） といった階級がある。
各教会には、「タッボット」と呼ばれる、契約の箱のレプリカとされる、聖遺物があり、教会内で最も神聖な物とされる。 
特徴的な習慣として、聖堂内で靴を脱ぎ裸足になることが挙げられる。エチオピアでは、一般の家屋に入る際に靴を脱ぐ習慣は無く、聖堂で靴を脱ぐことは家屋に入る際の延長線上にある習慣ではない。これは旧約聖書の出エジプト記（3章5節）において、その立っている場所が聖なる場所であるので履物を脱ぐようにモーセが神から命じられた場面に由来する習慣であり、神への畏怖を表しているとされる。

## 聖墳墓教会についての問題
オスマン帝国などのイスラム教勢力が強かった時代に迫害から聖墳墓教会を守護してきた。しかし、カトリック教会や東方正教会等の勢力が回復すると教会の管理をめぐって対立し、正式な独立教会として認められていない。この前世紀からつづく対立問題は、いまだ決着がついていない。

## 建国伝承
エチオピア正教では、エチオピア帝国建国の祖を古代イスラエル王のソロモンとエチオピア女王のあいだに生まれたメネリク1世としている。